# Округ Ајсанти (Минесота)
Ајсанти (енгл. Isanti County) је округ у америчкој савезној држави Минесота.

## Демографија
По попису из 2010. године број становника је 37.816, што је 6.529 (20,9%) становника више него 2000. године.
| Група             | 2000.          | 2010.          |
| Белци             | 30.383 (97,1%) | 35.958 (95,1%) |
| Афроамериканци    | 80 (0,3%)      | 245 (0,6%)     |
| Азијати           | 120 (0,4%)     | 309 (0,8%)     |
| Хиспаноамериканци | 259 (0,8%)     | 582 (1,5%)     |
| Укупно            | 31.287         | 37.816         |